# 石崎洋
石崎 洋（いしざき ひろし、1958年2月11日- ）は、日本プロ麻雀連盟所属の競技麻雀のプロ雀士。富山県出身。団体内での段位は八段。
スピード重視の雀風で「韋駄天のヒロシ」の異名を持つ。

## 獲得タイトル
- 鳳凰位 (第15期)[2]
- 十段位 (第8期、第10期、第18期)[2]
- 第5期 (旧)鳳凰戦優勝[2]
- 第5期 全日本麻雀プロアママスターズ優勝[2]

## 著書
- プロ麻雀魂〈其の4〉韋駄天 毎日コミュニケーションズ、2005年 ISBN 978-4839917753